# NGC 1493
NGC 1493是时钟座的一個棒旋星系。它的光度等级为III-IV。该天体是NGC 1433群的一部分，于1826年由詹姆士·丹露帕发现。該天體距离银河系有4000万光年，直徑约為40,000光年。